# Pic des Salines
Le pic des Salines  ou pic de les Salines (en catalan : puig de les Salines ou puig de les Pedrisses) est un sommet des Pyrénées orientales culminant à 1 333 m d'altitude. Il marque la frontière entre l'Espagne et la France, entre Maureillas-las-Illas, Céret et Maçanet de Cabrenys.

## Toponymie
Le toponyme catalan les salines désigne un lieu où était déposé du sel pour le bétail.
Le nom catalan est puig de les Pedrisses.
En catalan, la différence entre puig et pic est qu'à l'origine puig désignait plutôt un sommet arrondi. Mais pic a souvent remplacé puig sans respecter la distinction. Une pedrissa est une carrière,.

## Géographie
Le pic des Salines est situé à l'est du roc de France, au sud du pic de Fontfrède et au nord-ouest du puig del Faig. Il donne son nom plus largement au massif des Salines.